# 루미 카바소스
루미 카바소스(Lumi Cavazos, 1968년 12월 21일 ~ )는 멕시코의 배우이다.

## 출연 작품
- 디스 이즈 낫 베를린 (2019)
- 하이 스쿨 뮤지컬: 엘 데사피노 (2008)
- 블랙 핌퍼넬 (2007)
- 세븐 데이즈 (2005)
- 익스포즈드 (2003)
- 꿈꾸기에 어리지 않은 (2001)
- 도미니카의 붉은 장미 (2001)
- 블레스 더 차일드 (2000)
- 슈가 타운 (1999)
- 바틀 로켓 (1996)
- 맨해튼 메링게! (1995)
- 프렌즈 (1994)
- 달콤 쌉사름한 초콜릿 (1992)